# Kościół św. Piotra i Pawła w Nowym Smokowcu
Kościół św. Piotra i Pawła – kościół rzymskokatolicki znajdujący się w Nowym Smokowcu, części miasta Wysokie Tatry na Słowacji. Jest on kościołem parafialnym parafii w Wysokich Tatrach.
Kościół był budowany w latach 1997–2002. Świątynię poświęcił 13 lipca 2002 kard. Jozef Tomko. W prezbiterium znajduje się mozaika przedstawiająca Chrystusa Króla, stojących obok niego apostołów Piotra i Pawła, a także aniołów, którzy trzymają symbole ewangelistów. Autorem jej jest mgr. Maczej Kauczinski, absolwent Uniwersytetu Jagiellońskiego w Krakowie. Po wybudowaniu świątynia zastąpiła kościół Niepokalanego Poczęcia NMP w Starym Smokowcu w pełnieniu roli kościoła parafialnego.